# Петров, Игорь Борисович
Игорь Борисович Петров (род. 8 февраля 1953, Ялта, Крымская область) — российский математик, специалист в области компьютерного моделирования сложных физических процессов, член-корреспондент РАН (2011). Заслуженный работник высшей школы Российской Федерации (2022).

## Биография
Родился 8 февраля 1953 года в Ялте в семье военного. Старшая сестра — Элеонора Борисовна Петрова (род. 1950, Харьков), доктор исторических наук, профессор Таврической академии КФУ им. В. И. Вернадского.
Закончил МФТИ, где ведёт научно-педагогическую деятельность: является заведующим кафедры информатики МФТИ, заведующим базовой кафедры информатики факультета управления и прикладной математики.
Доктор физико-математических наук, профессор.
Член-корреспондент РАЕН, академик Нью-Йоркской Академии наук.
В 2011 году — избран членом-корреспондентом РАН.

## Научная деятельность
Основные научные результаты:
- разработан сеточно-характеристический метод и гибридные сеточно-характеристические схемы для численного решения многомерных динамических задач механики деформируемых твёрдых тел с различными реологическими свойствами в широком диапазоне давлений и температур на регулярных подвижных и нерегулярных расчётных сетках;
- реализован гибридный характеристический метод гладких частиц для численного решения задач противометеоритной защиты и астероидной опасности;
- получены численные решения задач о высокоскоростном взаимодействии деформируемых тел, о воздействии пучков заряженных частиц, лазерного и рентгеновского излучения на композитные и металлические пластины;
- о напряжённом состоянии электродов рельсотрона;
- о динамическом деформировании и разрушении оболочек ядерных реакторов и перфорированных конструкций (например, высотных сооружений) под воздействием интенсивных нагрузок (задачи противодействия террористическим актам);
- получены численные решения широкого класса задач биомеханики с медицинскими приложениями;
- изучены процессы распространения волн и получены конфигурация волновых фронтов в средах многослойной структуры, а также в гетерогенных сплошных средах (задачи сейсморазведки в геофизике).

Автор более 200 научных и учебно-методических работ.
Под его руководством было защищено 11 кандидатских и 1 докторская диссертации.

## Избранные труды
- Иванников В. П., Петров И. Б., Ворожцов А. В., Овсянникова Т. В. Учебник по информатике «Алгоритмы и алгоритмические языки».
- Вычислительные методы для анализа моделей сложных динамических систем : Учеб. пособие для студентов вузов по напр. «Прикладные математика и физика» / А. И. Лобанов, И. Б. Петров; М-во образования Рос. Федерации. МФТИ (гос. ун-т). — М. : МФТИ, 2000. — 21 см.
  - Ч. 1. — 2000. — 168 с. : ил., табл.; ISBN 5-7417-0149-3
  - Ч. 2. — 2002. — 154 с. : ил.; ISBN 5-7417-0199-X
- Лабораторный практикум «Основы вычислительной математики». / Иванов В. Д., Косарев В. И., Лобанов А. И., Петров И. Б., Пирогов В. Б., Рябенький В. С., Старожилова Т. К., Утюжников С. В., Холодов А. С. М.: МЗ Пресс, 2003. 192 c.
- Петров И. Б., Лобанов А. И. Введение в вычислительную математику. М.: Интуит
- Петров И. Б., Лобанов А. И. Лекции по вычислительной математике. М.: Интуит, Бином, 2006. 523 с. ISBN 5-94774-542-9.
- Петров И. Б., Лобанов А. И. Численные методы решения уравнений в частных производных. М.: Интуит
- Вычислительная математика : курс лекций / А. И. Лобанов, И. Б. Петров. — Москва : Физматкнига, 2021. — 475 с. : ил.; 22 см. — (Физтеховские курсы).; ISBN 978-5-89155-341-5 : 300 экз.
- Вычислительная математика для физиков / И. Б. Петров. — Москва : Физматлит, 2021. — 375 с. : ил.; 22 см; ISBN 978-5-9221-1887-3 : 700 экз.

Списки трудов в сети
- Список трудов Архивная копия от 23 декабря 2019 на Wayback Machine на Math-Net.Ru.
- Список публикаций Архивная копия от 25 декабря 2019 на Wayback Machine в РИНЦ.

## Награды
- Заслуженный работник высшей школы Российской Федерации (17 ноября 2022 года) — за заслуги в научно-педагогической деятельности, подготовке квалифицированных специалистов и многолетнюю добросовестную работу[3]